# (2839) Annette
Annette és l'asteroide número 2839. Va ser descobert per l'astrònom C. W. Tombaugh des de l'observatori de Flagstaff (Arizona, Estats Units), el 5 d'octubre de 1929. La seva designació provisional és 1909 TP.
1. ↑  Afirmat a: Minor Planet Center Database.
2. 1 2 3 4  «JPL Small-Body Database». [Consulta: 3 novembre 2023].
3. ↑  «JPL Small-Body Database». [Consulta: 29 gener 2024].
4. 1 2 3 4 5 6 7 8 9  URL de la referència: https://www.minorplanetcenter.net/db_search/show_object?object_id=2839.
5. 1 2 3 4 5 6 7 8  «JPL Small-Body Database». [Consulta: 29 gener 2025].
6. ↑  «JPL Small-Body Database». [Consulta: 4 novembre 2024].